# Omar Tissoudali
Omar Tissoudali (en arabe : عمر تيسودالي), né le 15 novembre 1987 à Amsterdam, est un joueur international néerlandais de futsal.

## Biographie
Natif des Pays-Bas, il grandit au sein d'une famille marocaine et est l'avant dernier d'une fratrie de 3 frères dont Tarik et Mohammed. Omar Tissoudali fait sa scolarité au Calvijn College, et ensuite au ROC Amsterdam.

### Carrière en club
Passionné par le football, il fait ses débuts professionnels en 2011, à l'âge de 23 ans, en première division néerlandaise de futsal.
Le 28 mai 2016, il est champion des Pays-Bas après une séance de tirs au but contre le ZVV 't Knooppunt après un match nul de 3-3. Il s'agit alors du premier titre de l'histoire du club, et ce, en tant que capitaine du club,.
Le 10 septembre 2016, il remporte la Supercoupe des Pays-Bas après une victoire contre le ZVV 't Knooppunt sur le score de 5-2. En fin de saison il devient le joueur le plus capé de l'histoire du club ASV LEBO.
Le 5 octobre 2018, il marque un but remarquable en championnat contre le ZVV Eindhoven.
Le 5 février 2023, il inscrit un triplé en championnat contre le Tigers Roermond.

### Carrière internationale
En janvier 2018, il est sélectionné pour la première fois pour l'équipe des Pays-Bas pour une double confrontation contre la Turquie. Son premier match a lieu le 31 janvier 2018 contre la Turquie (match nul, 4-4). Un jour plus tard, il joue également le deuxième match, qui se solde sur une victoire de 5-3.
En avril 2018, il reçoit sa deuxième convocation en sélection pour une double confrontation contre la Roumanie à Sânnicolau Mare. Disputant le premier match pour une victoire 2-3, il joue également le deuxième match un jour plus tard pour une défaite 1-0.

## Palmarès
- Champion des Pays-Bas en 2016[2]
- Vainqueur de la Supercoupe des Pays-Bas en 2016[5]

## Vie privée
Omar Tissoudali est le grand frère de Tarik Tissoudali, footballeur professionnel.

## Extra-sportif
Le 31 octobre 2019, Omar Tissoudali prend part à un reportage contre la drogue et la criminalité à Amsterdam-Nieuw-West diffusé sur NOS. Tissoudali, personnage principal du documentaire, est vu comme un modèle pour les jeunes du quartier.
Le 16 juin 2020, il réapparaît à la télévision néerlandaise sur la chaîne AT5. Dans ce reportage, Omar exprime ses inquiétudes quant à l'impact des mesures de confinement pendant la pandémie de Covid-19 sur les jeunes des quartiers vulnérables. Il constate que depuis la mise en place de ces mesures, les jeunes s'égarent, car leurs activités habituelles telles que l'école ou le travail ont disparu. En conséquence, l'ennui pousse des groupes de jeunes de tous âges à inventer des activités parfois problématiques par pure désœuvrement. Tissoudali reçoit régulièrement des photos et des vidéos de jeunes, parfois en possession d'armes, soulignant ainsi l'instabilité de la situation dans la rue.
Il souligne que renvoyer simplement les jeunes chez eux n'est pas une solution viable, car beaucoup d'entre eux ont des conditions de vie difficiles, avec peu d'espace et parfois des situations familiales compliquées. Tissoudali préconise le développement des talents, l'amélioration de l'estime de soi et la proposition d'alternatives comme la bonne approche. Il utilise son expérience personnelle en tant que joueur de football en salle de niveau professionnel pour illustrer ses propos, prenant des jeunes avec lui à des matchs pour les inspirer. Tissoudali insiste sur la nécessité de créer des modèles positifs, soulignant que parler d'une "génération perdue" n'est pas la bonne approche, mais que c'est plutôt le moment de redoubler d'efforts pour aider ces jeunes.